# Fukagawa
Fukagawa (深川市; -shi) é uma cidade japonesa localizada na subprovíncia de Sorachi, na província de Hokkaido.
Em 2003 a cidade tinha uma população estimada em 26 645 habitantes e uma densidade populacional de 50,36 h/km². Tem uma área total de 529,12 km².
Recebeu o estatuto de cidade a 1 de Maio de 1963.

## Cidade-irmã
- Abbotsford, Canadá